# Agawam

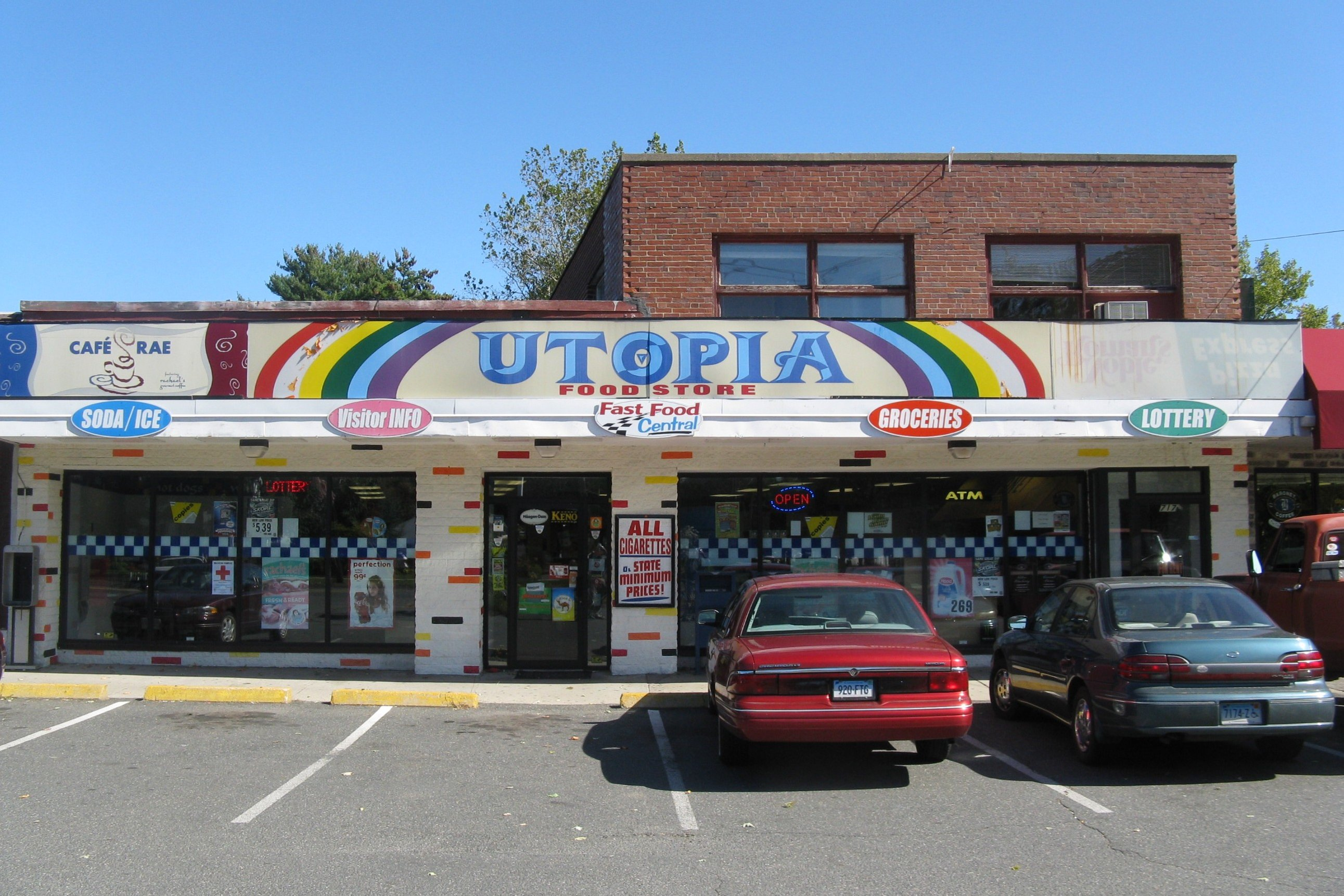

Agawam är en stad i Hampden County i delstaten  Massachusetts, USA med cirka 28 144 invånare (2000). Den har enligt United States Census Bureau en area på 62,8 km². 